# ميك دوبود
ميك دوبود هو لاعب كرة القدم الكندية وممثل كندي، ولد في 10 يونيو 1968 بمونتريال في كندا.

## أعمال

### أفلام
- (2005) الفوضى
- (2005) وحيد في الظلام[3]
- (2007) 88 دقيقة
- (2007) القناص[4]
- (2007)  قصة حصار الزنزانة[5]
- (2007)  النجاة
- (2007) بوستال
- (2007) سييد
- (2008) فار كراي[6]
- (2011)  بروتوكول الشبح[7]
- (2012) هذا معناه حرب[8][9]
- (2013) الرجل الفولاذي[10][11]
- (2013) الطرد
- (2013) يوم مناسب لموت قاسي[12][13][14]
- (2014)  أيام المستقبل الماضي
- (2014)  عقوبة الإعدام

## وصلات خارجية
- ميك دوبود على موقع IMDb (الإنجليزية)
- ميك دوبود على موقع ألو سيني (الفرنسية)
- ميك دوبود على موقع أول موفي (الإنجليزية)
- ميك دوبود على موقع قاعدة بيانات الفيلم (الإنجليزية)
- ميك دوبود على موقع كينوبويسك (الروسية)